# Basilia wenzeli
Basilia wenzeli är en tvåvingeart som beskrevs av Guimaraes och Andretta 1956. Basilia wenzeli ingår i släktet Basilia och familjen lusflugor. Inga underarter finns listade i Catalogue of Life.